# Esparron, Var
Esparron är en kommun i departementet Var i regionen Provence-Alpes-Côte d'Azur i sydöstra Frankrike. Kommunen ligger i kantonen Barjols som tillhör arrondissementet Brignoles. År 2022 hade Esparron 370 invånare.

## Befolkningsutveckling
Antalet invånare i kommunen Esparron
| Referens: INSEE |